# Trần Biểu
Trần Tu (tiếng Trung: 陳表; bính âm: Chen Biao; 204 - 237), tự Văn Áo (文奧), là tướng lĩnh Đông Ngô thời Tam Quốc trong lịch sử Trung Quốc.

## Thân thế
Trần Biểu quê ở huyện Tùng Tư, quận Lư Giang, Dương Châu, là con trai thứ của tướng lĩnh Giang Đông Trần Vũ, em trai khác mẹ của đình hầu Trần Tu.
Năm 224, Tuyển tào thượng thư Kỵ Diễm chịu vu cáo, bị Tôn Quyền ép phải tự sát. Khi ấy, Giang Đông không người nào dám vì Diễm cầu tình, chỉ có Trần Biểu vốn kết giao với Diễm, dâng biểu cầu xin. Dù cuối cùng Kỵ Diễm không thoát khỏi cái chết nhưng hành động của Biểu được kẻ sĩ tán dương.

## Tập tước
Năm 229, Tôn Đăng được lập làm thái tử. Trần Biểu cùng Gia Cát Khác, Cố Đàm, Trương Hưu trở thành liêu hữu của thái tử, giữ chức Thái tử trung thứ tử, rồi Dực chính đô úy.
Cùng năm, anh trai Trần Tu chết, con cái còn nhỏ. Mẹ của Biểu không muốn thờ mẹ của Tu. Biểu ngỏ lời với mẹ: Anh trai bất hạnh mất sớm, Biểu quản lý việc nhà, phải phụng dưỡng mẹ cả. Nếu mẹ có thể vì Biểu mà nhún nhường, nghe lời mẹ cả, thì đã theo ý nguyện [của Biểu] vậy. Nếu không mẹ không thể, thì nên ra ở riêng thôi. Mẹ Biểu hiểu ý, tiếp thu mẹ của Tu. Hai mẹ cảm thụ được Trần Biểu công chính đạo nghĩa, mà ở chung hòa thuận với nhau.
Các con của Trần Tu khi ấy còn nhỏ, gia đình không có người cầm quân. Biểu cho rằng xưa cha mình tử trận sa trường, xin được làm tướng, được lãnh binh 500 người. Trần Biểu muốn binh sĩ tận lực vì mình, tận tâm tận ý đối xử binh sĩ, được binh sĩ yêu quý, vui lòng nghe lệnh. Khi ấy có người trộm đồ công, nghi là tên lính Thi Minh (施明) của quân Vô Nan làm. Nhưng Minh là kẻ cường hãn, thấy chết không sờn, tra khảo không xưng. Tôn Quyền biết Biểu có tài thu phục lòng người, liền hạ chiếu giải Thi Minh đến chỗ Biểu, nhằm rạch ròi mọi việc. Trần Biểu cố tình tắm gội tẩy trần, mở tiệc rượu mời Minh. Thi Minh cảm động tự thú, cũng khai ra đồng phạm.
Tôn Quyền khen ngợi Trần Biểu, cho đặc xá Thi Minh nhưng tru sát những người khác. Quyền lấy Biểu làm Vô Nan hữu bộ đốc, tập tước Đô đình hầu của cha và anh. Trần Biểu từ chối, xin đem tước vị nhường cho con trưởng của anh là Trần Diên (陳延), nhưng không được Quyền chấp thuận.

## Đánh dẹp
Năm 234, Gia Cát Khác nhận chức thái thú Đan Dương, đem quân bình định Sơn Việt, lấy Trần Biểu làm Tân An đô úy, làm tham mưu bên người. Nhờ công đó mà Biểu được ban thưởng 200 hộ thực ấp ở Tân An. Trần Biểu điều tra thực ấp, phát hiện dân hộ nơi đó đều có tố chất làm lính, bèn dâng biểu chối từ, xin trả lại cho quốc gia, làm phong phú quân đội. Tôn Quyền hạ chiếu hỏi: Tiên tướng quân có công với nước, quốc gia lấy việc này báo đáp, khanh sao lại từ chối? Trần Biểu liền nói: Nay muốn diệt trừ quốc tặc, báo mối thù giết cha, phải lấy người làm gốc. Giờ đem tinh nhuệ làm nô bộc, không hợp tâm chí của Biểu! Tôn Quyền nghe tin, vô cùng tán thưởng. Trần Biểu tại nhiệm ba năm, chiêu mộ được hơn 1 vạn binh sĩ.
Năm 237, dân quận Bà Dương là Ngô Cự (吳遽) nổi dậy, đánh phá các huyện, giết trung lang tướng Chu Chi. Hai quận Dự Chương, Lư Lăng đều có người hưởng ứng. Tôn Quyền phái Lục Nghị dẫn quân đàn áp. Trần Biểu biết tin, tự ý vượt qua địa giới thảo phạt, đánh tan quân Ngô Cự, buộc người này đầu hàng. Lục Nghị thừa thế bình định ba quận, bái Biểu làm Thiên tướng quân, đóng quân ở Chương Khanh.
Không lâu sau, Trần Biểu chết, thọ 34 tuổi. Khi còn sống, Trần Biểu dùng toàn bộ gia sản để nuôi sĩ tốt, nên khi chết đi, người nhà gia cảnh khốn cùng. Thái tử Tôn Đăng biết chuyện, dùng danh nghĩa bản thân xây nhà cho vợ con của Biểu.

## Gia đình
- Trần Ngao (陳敖), con trai của Trần Biểu, 17 tuổi giữ chức Biệt bộ tư mã, cầm quân 400 binh. Sau khi chết, binh lính giao cho anh họ Trần Diên.

## Trong văn hóa
Trần Biểu không xuất hiện trong tiểu thuyết Tam quốc diễn nghĩa của La Quán Trung.